# Arquídamo III
Arquídamo III (em grego Αρχίδαμος; ? — 338 a.C.), filho de Agesilaus II, foi rei de Esparta de 360 a.C. a 338 a.C., pertenceu à Dinastia Euripôntida.

## Biografia
Quando era ainda um príncipe foi o eromenos (amante adolescente) de Cleônimo (filho de Sphoridas), por quem intercedeu ante seu pai a favor de Sphoridas, oponente do rei.
Arquídamo participou de várias batalhas durante o reinado de seu pai. Com a ajuda de Dionísio I de Siracusa, derrotou os árcades, em uma batalha onde nenhum espartano morreu, chamada de Batalha sem Lágrimas. Ele também participou da defesa de Esparta, lutando nas suas ruas estreitas, quando esta foi atacada por Epaminondas.
Ao tornar-se rei, recebeu a visita de Filomelo, eleito general da Fócida com amplos poderes, que expôs seu plano de capturar Delfos e seu tesouro. Arquídamo apoiou o plano, disse que não iria apoiar abertamente a guerra, mas de forma secreta, e ajudou com cinquenta talentos e mercenários. Esta guerra, em que a Fócida e Tebas lutaram por dez anos, ficou conhecida como a Guerra Sagrada ou Guerra Fócida (355 a.C. a 346 a.C.).
Arquídamo também participou de uma expedição à Itália, para defender Tarento dos bárbaros locais, onde veio a encontrar a morte, na Batalha de Mandúria.[carece de fontes?]